# Toshitsugu Takamatsu
 (février 2015).
Pour les articles homonymes, voir Takamatsu et Takamatsu (homonymie).
Toshitsugu Takamatsu (高松寿嗣, Takamatsu Toshitsugu) est un célèbre artiste martial, né le 10 mars 1889 (la 23e année de l'ère Meiji) à Akashi, province de Hyogo, Japon et mort le 2 avril 1972. Il a enseigné et formé de nombreux grands maîtres de la génération qui lui succéda à diverses traditions d'arts martiaux.

## Nom martial
高松寿嗣 Takamatsu Toshitsugu de son vrai prénom Hisatsugu. Il a changé par la suite Hisatsugu en Toshitsugu en utilisant le même kanji, mais avec une prononciation différente.
Il était aussi connu sous différents noms et surnoms dans le monde des arts martiaux : Jutaro, Chosui (Pure Water), Uoh (Winged Seigneur), Nakimiso (Cry-Baby), Kotengu (Little Goblin), Moko no Tora (Mongolian Tiger), Kikaku (Demon Horns), Yokuoh (Running In The Old Man Sky), Kotaro (Young Tiger), Shojuken, Garakutabujin (Enjoy Sketching Martial Artist), Yakissoba, Kozan et Kyosha. 
Son nom posthume est Junshokakuju Zenjomon.

## Vie personnelle
Il était marié à Uno Tane, née le 28 juin 1897 et décédée le 4 février 1991. Ils ont adopté une fille nommée Yoshiko. Son père (Takamatsu Gishin Yasaburo) a reçu le titre de Dai-ajari (maître) en Kumano Shugendo (un type de Shingon). Son dojo a été nommé "Sakushin" (cultiver l'esprit). Il avait un chat (Jiro) et aimait peindre.
- Il a voyagé à travers la Mongolie et la Chine à l'âge de 21 ans, enseignant les arts martiaux et livrant de nombreux combats, parfois jusqu'à la mort[2].
- Il a enseigné les arts martiaux dans une école anglaise en Chine et avait plus de 1 000 étudiants.
- Il a été le garde du corps du dernier empereur chinois Puyi.
- Il est devenu Tendai prêtre bouddhiste en 1919.
- Il était aussi un bon ami de Jigoro Kano (Kodokan Judo) et a pris soin de son frère cadet. Ils vivaient tous deux dans la même région.
- En 1921, il a été autorisé à copier les rouleaux de la Kuki Shinden-Ryū (+ Amatsu Tatara rouleaux) de la famille Kuki.

Au cours de la Seconde Guerre mondiale (1945) les parchemins originaux ont été détruits et perdus ((Fact | date = Mars 2008)). En 1949, il a présenté ces nouveaux rouleaux à la famille Kuki qu'il avait réécrits en se basant sur ses copies et sa mémoire.
- À l'âge de 15 ans, il est devenu sourd d'une oreille lors d'un de ses combats, face à un Bugeisha du Mushashi-ryu. Cette blessure l'empêcha par la suite d'être admis dans une école d'officier militaire et plus tard, dans l'armée.
- Il a dit qu'un moine Shaolin et un pratiquant de Shorinji Kempo ont été les ennemis les plus dangereux qu'il ait jamais rencontrés.
- Il avait l'habitude d'écrire des articles pour le journal Tokyo Times.
- Il était bien connu dans tout le Japon comme un grand maître de Jūjutsu et Bojutsu.
- En mai 1950, Toshitsugu Takamatsu s'établit en face d'un sanctuaire, à Kashihara dans la préfecture de Nara.
- Dans l'après-Seconde Guerre Takamatsu a passé son temps à former des successeurs à sa tradition martiale.
- Il est inhumé au cimetière de Kumedra dans  Nara.

## Entraînement d'arts martiaux
Le grand-père maternel de Takamatsu, Toda Shinryuken Masamitsu, était un célèbre instructeur d'arts martiaux qui possédait un dojo et une clinique de soin traditionnelle (sekkotsu) dans leur ville natale. À l'âge de neuf ans, Takamatsu, faible et timide, était souvent appelé "le pleurnichard" par ses pairs. Il fut donc envoyé par son grand-père à Kobe pour se renforcer. La formation se révéla efficace, et à 13 ans, il était devenu un maître pour son âge. C'est de son grand-père qu'il a appris plusieurs traditions d'arts martiaux, y compris le ninjutsu, et a hérité de la position de Soke pour les différents Ryu (les écoles):
- Shinden Fudo-ryū Daken-taijutsu
- Koto-ryū Koppojutsu
- Gyokko-ryū Koshijutsu
- Togakure-ryū Ninpo
- Gyokushin-ryū Ninpo
- Kumogakure-ryū Ninpo

D'artiste martial Mizuta Yoshitaro Tadafusa, il est devenu  Grand Maître dans Hontai.
- Takagi Yoshin Ryu Ju-taijutsu

(17 ans) et d'artiste martial Ishitani Matsutaro Takakage, il est devenu grand maître en
- Kukishinden Ryu Happo Hikenjutsu
- Gikan Ryu Koppojutsu

Plusieurs de ces écoles ont été mentionnées dans la publication de 1843 du Kakutogi no Rekishi ("The History of Fighting Arts", p. 508-517). Bien que des détails de chaque école ont été omis, souligne la publication, «Même si elles ne sont pas mentionnées dans le cadre de ce périodique, il y a plusieurs écoles qui sont bien connues pour être des arts efficaces »(jitsuryoku ha)." Parmi les écoles énumérées dans cette section il y a le Gyokko-ryū Koshijutsu, le Gyokushin Ryu Ninpo, le gikan Ryu Koppojutsu, le Kukishinden Ryu Happo Hikenjutsu, et le Takagi Yoshin Ryu Jutaijutsu.

## Élèves notables
Il a enseigné et formé de nombreux grands maîtres de la prochaine génération tels que Fumio Akimoto (considéré comme le principal élève de Takamatsu), Kimura Masaji (il est possible qu'aucun autre étudiant de Takamatsu n'ait eu autant de formation avec ce Grand Maître), Sato Kinbei (introduit Ueno Takashi à Takamatsu), Takashi Ueno, Masaaki Hatsumi fondateur du Bujinkan, Shōtō Tanemura fondateur du Genbukan, et d'autres.